# Reserva Natural de Nehatu
A Reserva Natural de Nehatu é uma reserva natural no condado de Pärnu, na Estónia. A sua área é de 1185,5 hectares.
A área protegida foi formada em 1957, quando o paul de Nehatu foi protegido.
Espécies protegidas:
- Haliaeetus albicilla
- Circo aeruginoso
- Grus grus
- Cladium mariscus[1]